# Resultante (wiskunde)
In de wiskunde is de resultante van twee polynomen de determinant van de sylvestermatrix van de beide polynomen. De resultante wordt in de commutatieve algebra gebruikt om van twee polynomen na te gaan of ze een gemeenschappelijk nulpunt hebben. De getaltheorie behandelt resultanten en zij worden weer in de galoistheorie gebruikt.

## Definitie
De resultante van twee polynomen {\displaystyle f(x)} en {\displaystyle g(x)} in een variabele {\displaystyle x} is gedefinieerd als de determinant van de sylvestermatrix van {\displaystyle f} en {\displaystyle g}:
{\displaystyle \mathrm {Res} (f,g)=\det \mathrm {Syl} (f,g)}

## Eigenschappen
Als twee polynomen {\displaystyle f(x)} en {\displaystyle g(x)} in een variabele {\displaystyle x} een gemeenschappelijk nulpunt hebben, is de resultante van {\displaystyle f} en {\displaystyle g} gelijk aan 0.
Als omgekeerd de resultante van {\displaystyle f} en {\displaystyle g} gelijk is aan nul, en {\displaystyle f} en {\displaystyle g} zijn polynomen over een algebraïsch gesloten lichaam (Ned) / veld (Be), dan hebben de beide polynomen een gemeenschappelijk nulpunt.
Uit de productregel volgt dat als een polynoom {\displaystyle f} een meervoudig nulpunt heeft, de resultante van {\displaystyle f} en de afgeleide {\displaystyle f'} ervan gelijk aan nul is.
Als het lichaam/veld algebraïsch gesloten is, zoals de complexe getallen, kan ieder polynoom volgens de hoofdstelling van de algebra in lineaire factoren worden ontbonden:
{\displaystyle f(x)=f_{m}(x-a_{1})\ldots (x-a_{m})}
en
{\displaystyle g(x)=g_{n}(x-b_{1})\ldots (x-b_{n})}
De resultante van {\displaystyle f} en {\displaystyle g} kan dan in de nulpunten worden uitgedrukt:
{\displaystyle \mathrm {Res} (f,g)=(f_{m})^{n}\ g(a_{1})\ldots g(a_{m})=(-1)^{mn}(g_{n})^{m}\ f(b_{1})\ldots f(b_{n})=(f_{m})^{n}\ (g_{n})^{m}\prod _{i=1}^{m}\prod _{j=1}^{n}(a_{i}-b_{j})}
Dat komt voor het geval dat {\displaystyle f_{m}=g_{n}=1} er op neer dat
{\displaystyle \mathrm {Res} (f,g)=\prod _{i=1}^{m}\prod _{j=1}^{n}(a_{i}-b_{j})}